# Ahmet Hamdi Tanpınar
Ahmet Hamdi Tanpınar (* 23. Juni 1901 in Istanbul; † 24. Januar 1962 ebenda) war ein türkischer Schriftsteller und Hochschullehrer. Bekannt wurde er vor allem durch sein Werk Huzur (deutsch: „Seelenfrieden“, erschienen 1949).

## Einflüsse
Tanpınar wurde von Dichtern wie Marcel Proust, Charles Baudelaire, Stéphane Mallarmé und Paul Valéry wesentlich geprägt, insbesondere Valérys Gedanken zur Ästhetik und Philosophie der Künste beeinflussten seine literarische Entfaltung. Arthur Schopenhauer, Friedrich Nietzsche und Henri Bergson las er in jungen Jahren. Großen Einfluss übte sein väterlicher Freund, der türkische Dichter Yahya Kemal Beyatlı (1884–1958) auf ihn aus.

## Laufbahn
Die Entscheidung, Literat zu werden, fiel, als er als Student den Dichter Yahya Kemal Beyatlı kennengelernt hatte: Mit reichen spirituellen Erlebnissen und zugleich von einem Wissensdurst getrieben, ging Tanpınar 1918 nach Istanbul und begann erst ein Pädagogikstudium, wechselte zur Literaturwissenschaft über, weil Yahya Kemal, der damals schon berühmte Dichter, in diesem Fachbereich unterrichtete. Yahya Kemal verhalf ihm „aus der Welt der Gefühle in die Welt des Denkens“.
Nach seinem Studienabschluss 1923 war Tanpınar bis 1932 in Erzurum, Konya und Ankara als Gymnasiallehrer, später als Hochschullehrer tätig. Nach Istanbul zurückgekehrt, unterrichtete er am berühmten Gymnasium in Kadıköy, nach dem Tode des Dichters Ahmet Haşim wurde er dessen Nachfolger: Lehrkraft für Kunstgeschichte, Mythologie und Ästhetik an der Akademie der schönen Künste (Güzel Sanatlar Akademisi). 1939, zum hundertjährigen Jubiläum des Tanzimat-Erlasses, berief ihn der damalige Kultusminister Hasan Ali Yücel zum Professor für die türkische Literatur der Tanzimat-Zeit an der Universität Istanbul. Tanpınar wurde ein herausragender, vielseitiger und kompetenter Betreiber der literaturwissenschaftlichen Forschung und drückte seine poetische Note dieser Fakultät für die Zeit seiner Tätigkeit auf.
Von 1942 bis 1946 war Ahmet Hamdi Tanpınar Abgeordneter der Republikanischen Volkspartei, anschließend kurze Zeit Schulinspektor. Danach leitete er bis zu seinem Tode den Lehrstuhl für moderne Literatur am türkologischen Institut der Universität Istanbul. Er ist neben seinem Freund Yahya Kemal Beyatlı auf dem Friedhof Aşiyan Mezarlığı unterhalb der Festungsanlage Rumeli Hisarı begraben.

## Würdigungen
Der Nobelpreisträger für Literatur Orhan Pamuk bezeichnete Huzur als bedeutendsten Roman, der je über Istanbul geschrieben worden sei. Stefan Weidner, Chefredakteur der Zeitschrift Fikrun wa Fann, nannte den Roman in einer Besprechung in der Wochenzeitung Die Zeit einen „türkischen Zauberberg“.

## Werke
Tanpınar publizierte bis auf wenige Gedichte, einen Roman, einige Artikel und Essays, lediglich in der Tagespresse und in Literaturzeitschriften. Sein einziger Gedichtband erschien im Jahre 1961 und umfasste 37 Gedichte. Trotzdem gilt er in erster Linie als Dichter. Sein satirischer Roman Huzur (Seelenfrieden) erschien vor seinem Tode im Jahre 1949, alle anderen Romane wurden posthum veröffentlicht.
Sein Roman Das Uhrenstellinstitut erschien 2008 auch auf Deutsch im Hanser Verlag.
- 1943 Erzählungen im Band Abdullah Efendinin Rüyaları (Die Träume Abdullah Efendis)
- 1946 Essayband Beş Şehir (Fünf Städte), wurde teilweise verfilmt
- 1946 Yahya Kemal
- 1949 Huzur (Seelenfrieden). Unionsverlag, 2008 ISBN 978-3-293-10013-8
- 1949 XIX. Asır Türk Edebiyatı Tarihi (Geschichte der türkischen Literatur im 19. Jahrhundert)
- 1955 Erzählband Yaz Yagmuru (Sommerregen, die Titelgeschichte wurde auch verfilmt)
- 1962 Saatleri Ayarlama Enstitüsü (Das Uhrenstellinstitut). Fischer Taschenbuch 2010 ISBN 978-3-596-18583-2
- 1967 Edebiyat Üzerine Makaleler (Artikel über die Literatur)
- 1970 Yaşadığım Gibi (Wie ich gelebt habe)
- 1973 Sahnenin Dısındakiler (Diejenigen abseits der Bühne)
- 1975 Mahur Beste (blieb unvollendet)
- 1979 Aydaki Kadın (Die Frau im Mond, ebenfalls unvollendet), wurde zuerst im Journal of Turkish Studies, Nr. 3, Harvard 1979, von Güler Güven veröffentlicht und erschien 1987 in Buchform in Istanbul.

Seine Briefe wurden von der Turkologin Zeynep Kerman zugänglich gemacht, die die über 4.000 Seiten umfassenden Manuskripte (meist in arabischer Schrift) geordnet und teilweise selbst herausgegeben hat.

## Übersetzung
- Seelenfrieden, Übers. Christoph K. Neumann. Unionsverlag, Zürich 2008 (Türkische Bibliothek) ISBN 3-293-10013-9